# قرار مجلس الأمن التابع للأمم المتحدة رقم 657
أشار قرار مجلس الأمن التابع للأمم المتحدة 657، الذي اتخذ بالإجماع في 15 يونيو 1990، إلى تقرير الأمين العام الذي مفاده أنه نظرا للظروف القائمة، فإن وجود قوة الأمم المتحدة لحفظ السلام في قبرص سيظل ضروريا للتوصل إلى تسوية سلمية. وأعرب المجلس عن رغبته في أن تدعم جميع الأطراف اتفاق النقاط العشر من أجل استئناف المحادثات بين الطائفتين، وطلب إلى الأمين العام أن يقدم تقريرا مرة أخرى قبل 30 نوفمبر 1990، لمتابعة تنفيذ القرار.
وأكد المجلس من جديد قراراته السابقة، بما فيها القرار 365 (1974)، الذي أعرب فيه عن قلقه إزاء الحالة، وحث الأطراف المعنية على العمل معا من أجل السلام، وأن يمدد مرة أخرى نشر القوة في قبرص، المنصوص عليه في القرار 186 (1964)، حتى 15 ديسمبر 1990.